# Landseer (chien)

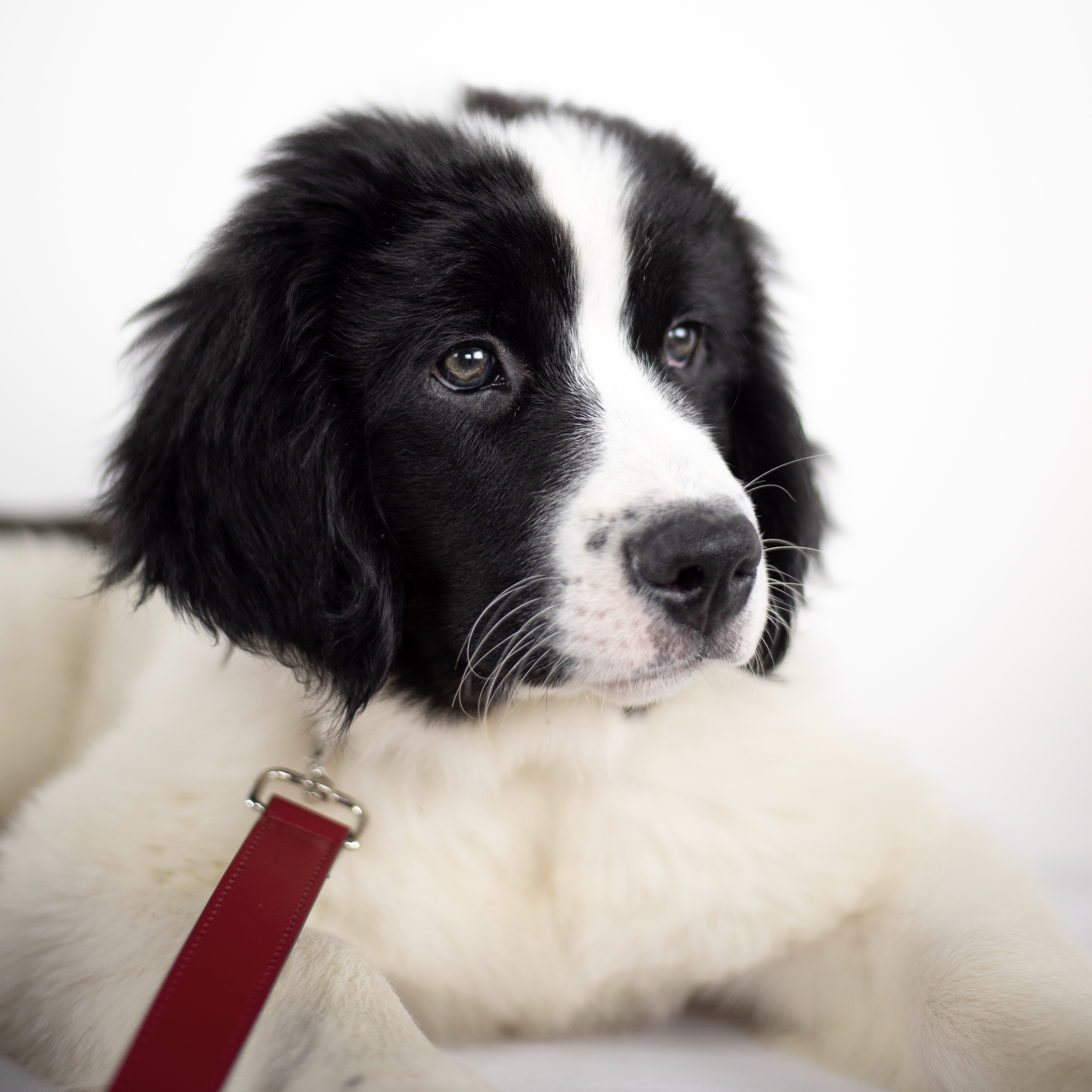
Femelle Landseer de 2,5 mois.

Pour les articles homonymes, voir Landseer.
Le Landseer est une race de chiens.

## Étymologie
Son nom vient du peintre animalier, Edwin Landseer (1802-1873), célèbre pour ses peintures de chiens.

## Description
Le landseer est un chien d'eau, avec les pattes palmées. Il a des poils longs blancs et noirs et une tête noire, avec une liste blanche. 
Pour un mâle, le poids est de 70 kilogrammes et sa taille est de 72 à 80 centimètres tandis que pour les femelles, le poids est de 50 kilogrammes et sa taille est de 67 à 72 centimètres. 

## Historique de la race
La race s'est développée en Grande-Bretagne. Il a finalement pratiquement disparu de l’île après la Première Guerre mondiale, et c’est en Allemagne, en Suisse et aux Pays-Bas, que l’on retrouvera des élevages tout au long du XXe siècle. Si le Landseer a été reconnu comme race officielle en 1960, il faut attendre dix ans pour le trouver en France, où il rencontre depuis les années 1990 un certain succès.

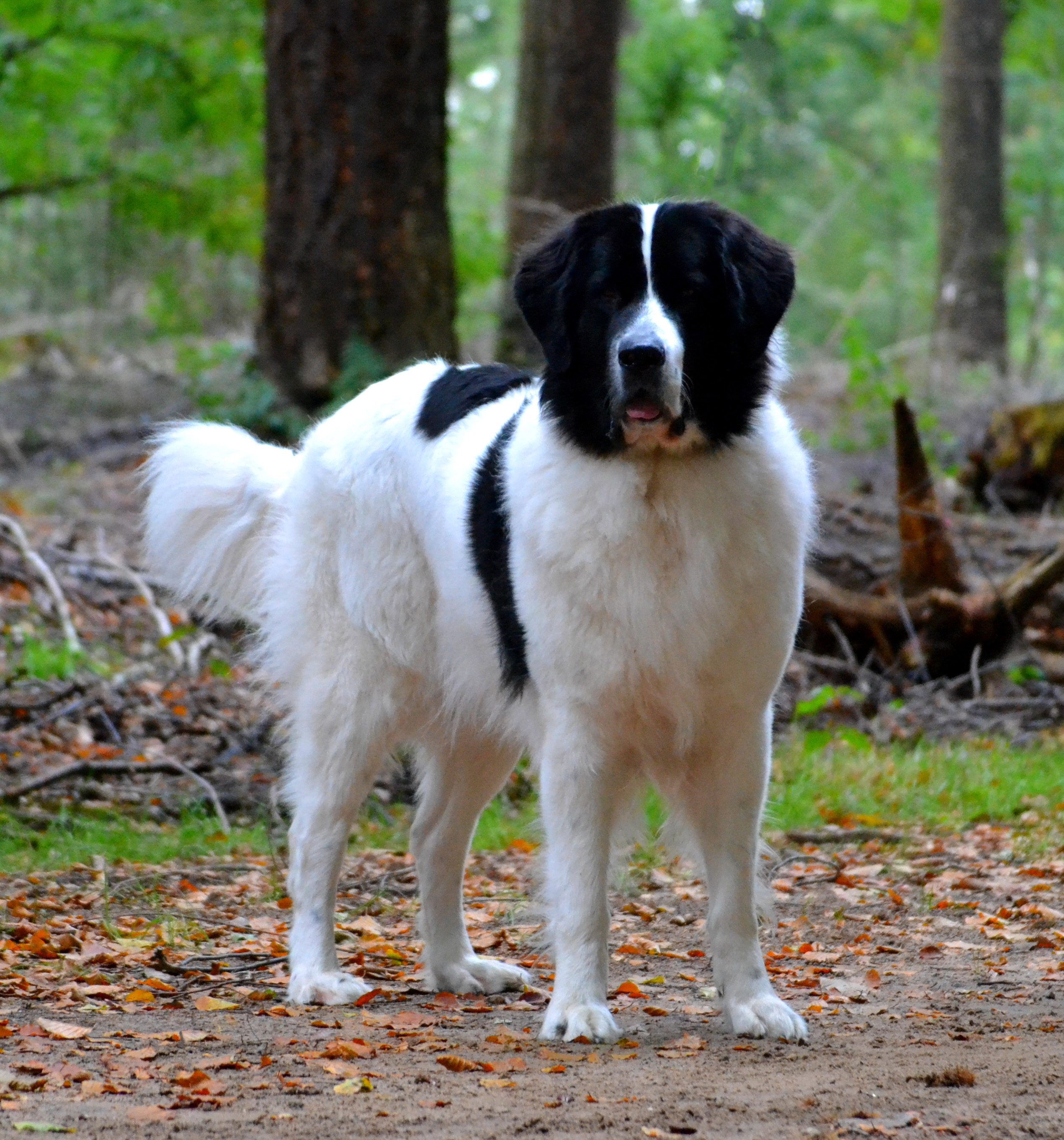

## Utilité
Il est parfois utilisé pour faire du travail à l'eau, car c'est un bon nageur. C’est un loisir qu'il peut partager avec son maître : des concours sont organisés par le club français du chien Terre-Neuve et du Landseer.
Il fait partie des chiens de sauvetage à l'eau (avec le Terre-neuve, tous les retrievers, le Leonberg, le Berger polonais de Podhale, l'Hovawart, les bouviers suisses et tous les chiens d'eau du 8e groupe, le Terrier noir russe, et le Saint-Bernard).